# Сексизм

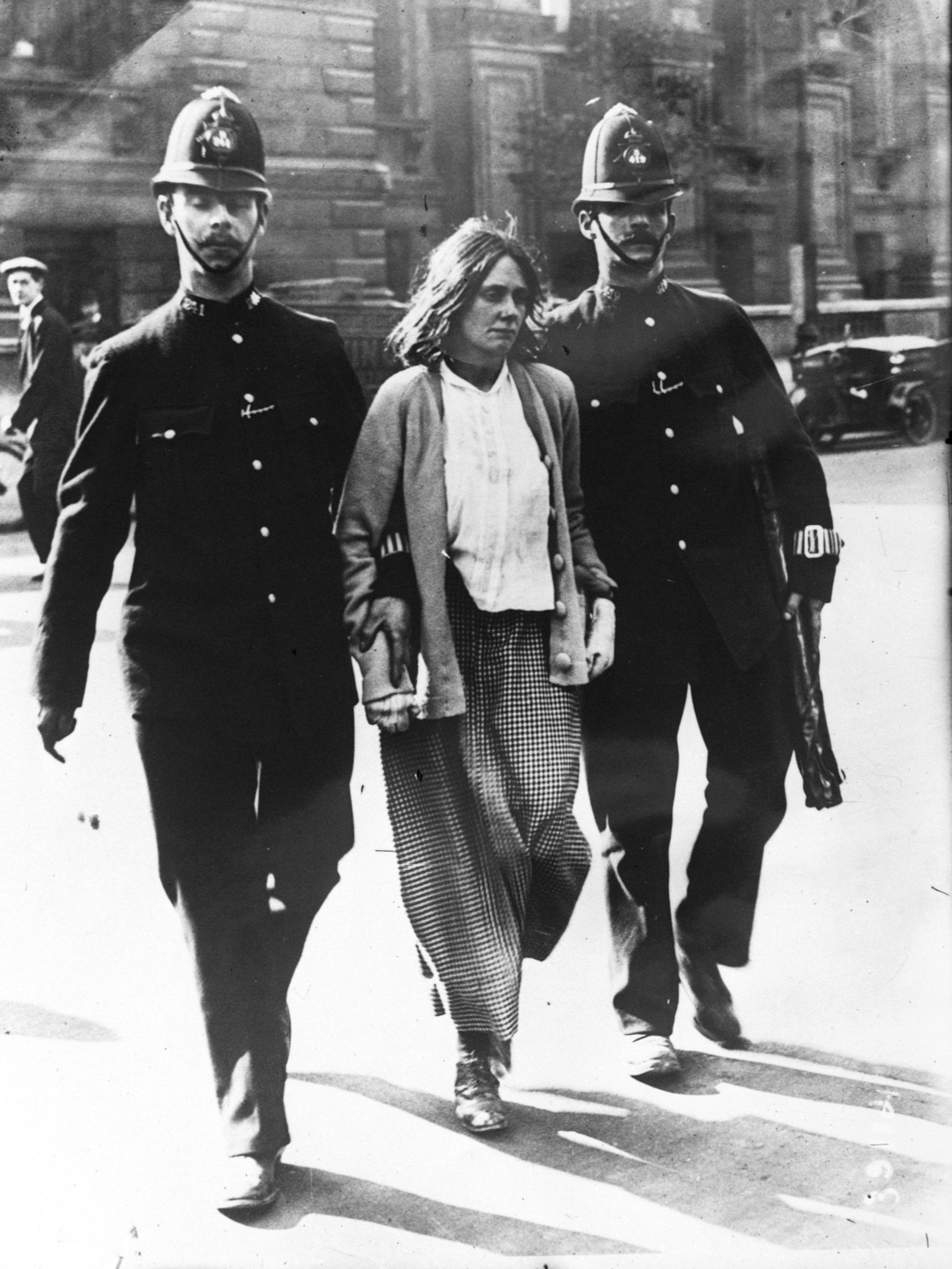
Арешт суфражистки в Лондоні, 1914. Суфражистські організації боролися за право голосу для жінок.

Секси́зм (від лат. sexus — стать; також гендерна дискримінація, дискримінація за статтю[джерело?]) — упередження чи дискримінація людей через їхню стать або гендер. Це поняття пов'язане зі стереотипами та гендерними ролями. Сексизм може включати віру в природну вищість; конструюється системною суспільною недооцінкою чи упередженнями щодо певної статі, стереотипізацією суджень про стать людини; проявляється в диспропорції влади, прав та можливостей між статями. Інституціолізованими наслідками сексизму є гендерна нерівність у різних сферах людської діяльності, особливо на робочому місці (розрив в оплаті праці, скляна стеля).
Людина, що підтримує ідеї сексизму, називається сексистом / сексисткою. Авангард у подоланні сексизму становить маскулізм і фемінізм як рухи та феміністична наука як галузь знань. У багатьох західних країнах сексизм є предметом законодавства (гендерні політики: гендерний менстримінг, гендерні квоти) і соціальних досліджень, зокрема гендерних студій та жіночої історії.
Критики сексизму зазначають, що через свою комплексність він лишається наявним навіть за позитивної дискримінації, наприклад, при реалізації законів про гендерне квотування.

## Термін та визначення
Концепт «сексизм» має змістовних попередниць, ким не використовувався самостійно, але був добре зіставний із їхньою теоретичною позицією. В 1907 році суфражистка Кете Шмірмахер в газетній статті щодо реформи сексуальної етики продіагностувала «статеві упередження в мові». Вона окреслила їх як «сексуалізм». Подібну аргументацію застосувала Сімона де Бовуар в праці «Друга стать» (1949), артикулюючи гендерні контексти статі як соціально конструйовані в обґрунтуванні центральної теореми фемінізму: «жінкою» не народжуються, а соціалізуються.
Власне поняття «сексизм» вперше виринає в англійській мові в середині 60-х. Ним описують натуралізацію суспільних процесів (біологізм) — принцип, на який націлене поняття расизму (до якого і примикає в середовищі американського правозахисного руху 1960-х сексизм). При цьому сексизмом означувались не лише індивідуальні упередження, але й інституціоналізовані дискримінації. Перші наукові спроби викладення сексизму відбулись на початку 1970-х також в США.
В 1980-х в дискусіях щодо сексизму посилились обговоренням його узгодженості з іншими формами гноблення, такими як расизм і класизм. В ході дискусії виокремились поняття упереджень і, власне, гніту. Сьогодні в інтерсекційних дослідженнях оприявнюють те, як різні вектори пригноблення взаємовпливають і взаємоконструюють певні категорії, за якими і відбувається дискримінація (наприклад, білі жінки є більш привілейованою групою, аніж чорні жінки, але менш привілейованою, ніж білі чоловіки).
На сьогодні існують різні підходи до визначення сексизму, які стоять неподалік одне від одного:
- У психології сексизм — «стереотипне приписування ознак». На міжособистісному рівні — дискримінуюче приписування ролей відносно статі.[10][11]
- У квір-теорії сексизм — дискримінація всього спектру ЛГБТКІ±людей, що не вписуються в гетеронормативне цисгендерне бінарне суспільство відповідно до статі, гендеру чи сексуальної орієнтації.[12]
- В соціології — наголос на структурних аспектах: сексизм культурно обумовлений, інституційно закріплений та індивідуально усвідомлюваний. Розповсюджені думки, переконання, вірування і поведінка — це соціальні практики, які привілеюють людей через їхню стать, через що знижується цінність людини[уточнити термін][джерело?] та фіксуються соціальні і гендерні ролі для статей. Підхід наголошує на дискримінуючих механізмах суспільних систем та одночасно досліджує перетин сексизму з іншими практиками пригнічення, такими як расизм, класизм, ейджизм.

## Фактори сексизму
- Патріархатний розподіл влад у суспільствах та інституціалізована гендерна нерівність протягом історії людства;
- Андроцентризм (сприйняття чоловіка як «норми», Суб'єкта, а жінки — як «відхилення», Іншої);
- Гендерна поляризація, гендерна стереотипізація та гендерні ролі, їх міжпоколінна передача в процесі гендерної соціалізації.
- Генералізація та гендерний бінаризм. Філософія сексистського відношення ґрунтується на поясненні і оцінці людських істот на основі ключових характеристик груп, до яких вони належать, в цьому випадку — чоловіків або жінок. Це передбачає, що всі люди вписуються в категорію чоловіків або жінок, і не враховує людей, які ніяк себе не ідентифікують, ідентифікують до обох груп.

| Гендер          | Ненависть     | Страх          | Антидискримінація |
| --------------- | ------------- | -------------- | ----------------- |
| жінка ♀         | мізогінія     | гінофобія      | фемінізм          |
| чоловік ♂       | мізандрія     | андрофобія     | маскулізм         |
| інтерсексуал/ка | мізандрогінія | андрогінофобія | ЛГБТІ             |
| транссексуал/ка | трансфобія    | трансфобія     | ЛГБТ              |
| гендерквір      |               | квірфобія      | ЛГБТК+            |

### Конструювання сексизму
Стереотипи за гендерною чи статевою ознаками є широко розповсюдженими помилковими переконаннями про характеристики і поведінку чоловіків, жінок та трансгендерних людей. Вони є не тільки описовими, але і розпорядчими переконаннями про «те, як чоловіки і жінки повинні поводити себе». Представники будь-якої статі чи гендеру, які відхиляються від гендерних настанов, караються соціальними санкціями. Цілеспрямованих жінок, наприклад, називають «стервами», чоловіки, яким не вистачає фізичної сили, розглядаються як «слабаки».
Емпіричні дослідження виявили широко розповсюджені культурні переконання, що чоловіки є соціально ціннішими і компетентнішими в більшості речей, ніж жінки. А також конкретні припущення, що чоловіки кращі у виконанні деяких завдань (приміром, механічні задачі), тоді як жінки кращі в інших (приміром, задачі з виховання). Фіске та колеги опитали дев'ять вибірок із різних регіонів США і виявили, що люди, незалежно від віку, постійно надають вищий рейтинг категорії «чоловіки», ніж категорії «жінки» на багатовимірній шкалі компетенцій.
Стереотипи можуть сприяти і перешкоджати інтелектуальній діяльності. Наприклад, стереотип загрози може призвести до зниження результативності у написанні жінкою тесту, оскільки це пов'язано з переконанням, що жінки поступаються кількісними навичками в порівнянні з чоловіками. Стереотипи також можуть впливати на оцінку людьми їхньої власної компетенції. Дослідження показали, що конкретні стереотипи (наприклад, ніби-то жінки мають нижчі математичні здібності) впливають на жінок і на сприйняття чоловіками своїх здібностей вищими, ніж у жінок, при розв'язуванні завдань на тому ж рівні складності. Ці «упереджені самооцінки» мають далекосяжні наслідки, оскільки можуть формувати чоловічі та жіночі освітні та кар'єрні рішення.
Стереотипи утворюються і входять у застосунок у ранньому віці. Розглянуто різні заходи, у тому числі з використанням художньої літератури, в боротьбі з гендерними стереотипами у дітей. Одне із досліджень (А. Вінгом): діти читали «Нову сукню Білла» Енн Файн, а потім обговорювали її зміст. Вінг зазначає, що діти були в змозі ясно сформулювати і осмислити свої стереотипні конструкції щодо гендеру, а потім зіставити це з ситуацією у світі в цілому. Це доказ того, що дитячий розгляд «різного відношення, що його отримують хлопчики і дівчатка» під час обговорення в класі, дозволив їм виокремити стереотипи і спонукав кинути їм виклик.[джерело?]

## Прояви та наслідки (форми) сексизму
Сексизм може приймати різні форми, іноді досить тонкі або підсвідомі. Наприклад, Смітсонівський музей американського мистецтва звітує в своєму дослідженні американського цивільного мистецтва (2011) про те, що існує 4799 публічних пам'ятників в США, які зображують чоловіків — і лише 394, які зображують жінок (що у 12 разів менше).

### Обмеження в правах
- Відсутність базових прав людини у жінок в деяких країнах(обирати владу та висуватися на виборні посади). Тривала історія заборони цих прав на підставі статі та з аргументами про жіночу неповноцінність тривала до XX століття, поки не була подолана рухом суфражизму.
- У кримінальному та кримінально-виконавчому праві багатьох країн закріплена діскримінація чоловіків (жінки отримують м'якіші покарання).[23]
- Різне сприйняття насильства над чоловіками та жінками залежно від статі жертви та упередженість щодо чоловіків[24]
- Нерівність у поділі батьківських прав та обов'язків. декретні відпустки для батьків у країнах, де вони є, набагато коротші за материнські і необов'язкові. Дискримінація чоловіків щодо опіки над дітьми[25]

### Насильство

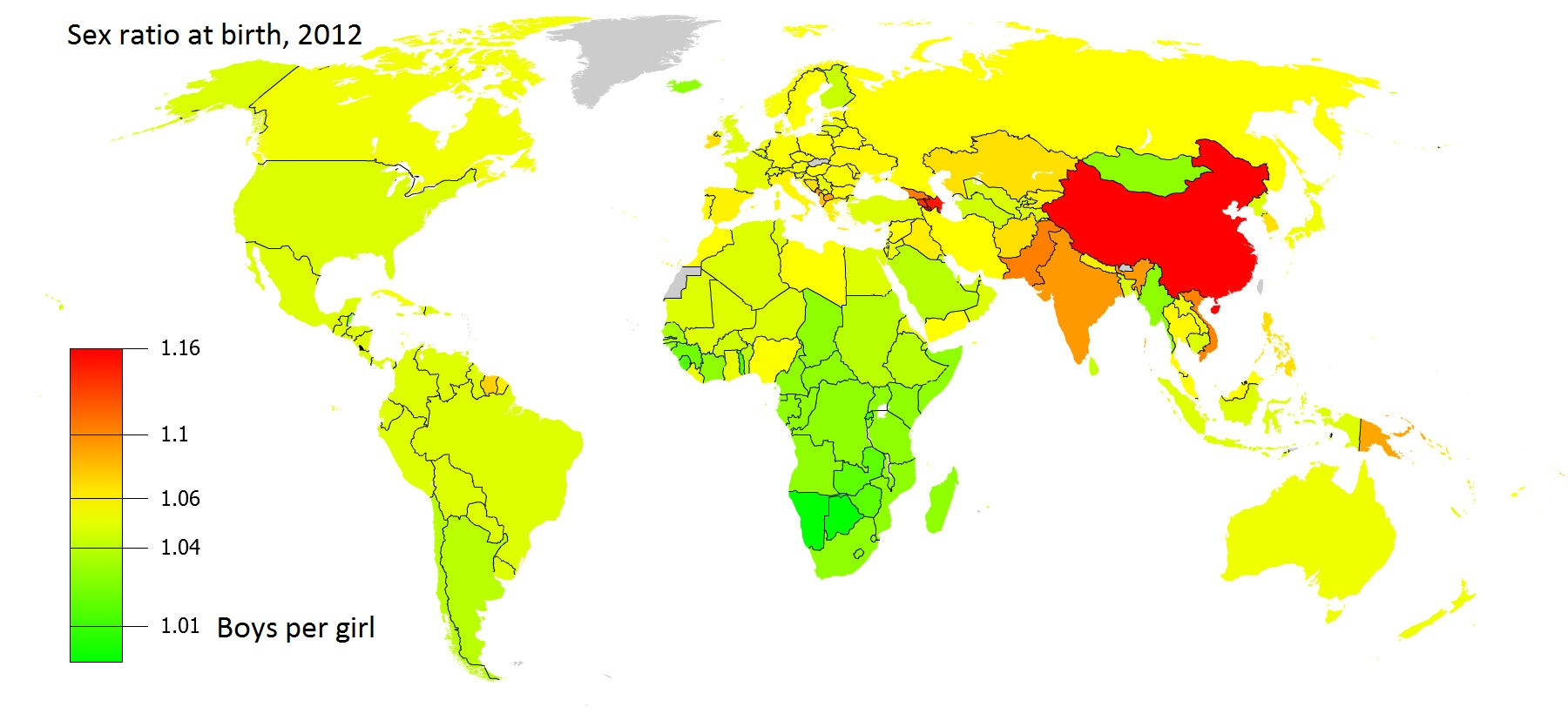
Гендерний дисбаланс внаслідок селективних абортів (співвідношення хлопчиків до дівчаток при народженні, 2012).

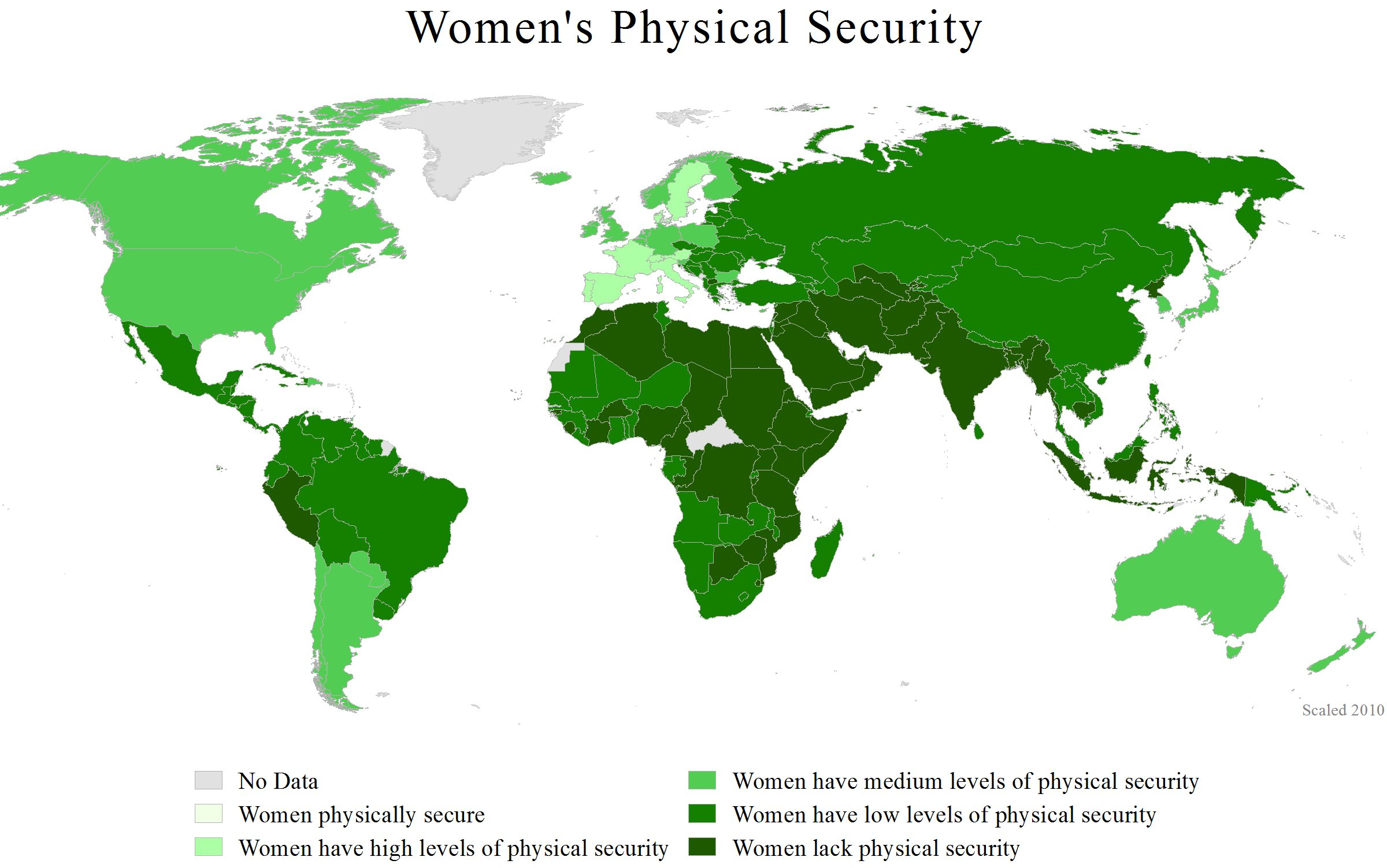
Рівень фізичної безпеки жінок, 2011.

Насильство за ознакою статі або гендеру, насамперед насильство проти жінок. До цієї категорію входять такі види насильства та злочинів за ознакою статі:
- Гендерцид — убивства людей через їх стать чи у зв'язку з нею; убивство жінок (феміцид) чи чоловіків (андроцид). Феміцид розповсюджений у формах: селективних абортів, жіночого дітовбивства (убивств дівчаток), сороріциду (убивства сестер), матріциду (убивства матерів), убивства дружин (наприклад, «убивств честі»), убивства вдів із причин економічної вигоди (наприклад, саті), спалювання наречених;
- Фізичне насильство: побої (особливо у контексті сімейного насильства), обливання кислотою, убивства та насилля над прислугою, насильство над проституйованими жінками, насильство над жінками з вадами здоров'я, випалювання грудей, недбала діагностика та лікування жінок, шкідливі чи небезпечні б'юті-практики (бинтування ніг, шийні обручі, нав'язування пластичної хірургії, вимушені б'юті-практики серед порноакторок, моделей, танцівниць, спортсменок), торгівля органами;
- Сімейне насильство, у тому числі: фізичне (побиття), сексуальне (подружні зґвалтування, секс без згоди); психологічне: приниження, обмеження контактів та ізоляція від людей, переслідування, патологічні ревнощі, газлайтинг.
- Репродуктивне насильство: дитячі шлюби, примусові шлюби, примусова вагітність, примусовий аборт, примусові роди, примусова стерилізація, чоловіче та жіноче обрізання, акушерська агресія, протиабортне законодавство, обмеження доступу до контрацепції та планування сім'ї, державне планування сім'ї;
- Економічне насильство (за домашнього насильства: заборона дружині або чоловікові працювати, обмеження у фінансах на речі першої потреби, обмеження доступу до спільних грошей тощо): торгівля людьми для рабської праці.
- Психологічне насильство: переслідування, цькування в колективах закладів освіти, залякування, шантаж, знущання, приниження в контексті домашньої тиранії, звинувачення жертви (особливо після зґвалтування), публічні приниження, нормалізована демонстрація насильства над жінками або чоловіками в порнографії, кіноіндустрії розваг, на телебаченні та в медія (культура зґвалтування, культура насильства);
- Сексуальне насильство. Сексуальне насильство включає зґвалтування (масові в контексті воєнних дій та геноцидні зґвалтування, серійні, масові та групові зґвалтування, сексуальне насильство в університетських кампусах, «коректуючі» зґвалтування, зґвалтування при залицянні та на побаченнях, у стосунках чи шлюбі, зґвалтування обманом), примусову проституцію (включно з культовою) і порнографію (у тому числі дитячу), сексуальне рабство, торгівлю людьми, сексуальні домагання, примус до сексу шантажем (в тому числі на робочому місці/при наймі), секс без згоди (з непритомними, нетверезими жінками або чоловіками та тими, що не давали однозначної свідомої згоди на будь-які сексуальні дії); останній чинним українським законодавством і визначається як зґвалтування.

Пандемічність та стійкість сексуального насильства забезпечується функціонуванням культури зґвалтування, зокрема через міфи про зґвалтування. Сексуальна об'єктивація, у тому числі інтеріоризована, сприяє нормалізації розгляду людини (жінки або чоловіка) як об'єкта сексуальної втіхи та позбавлення її особистісної суб'єктності. Безкарність сексуального насильства закріплюють звинувачення жертви та слатшеймінг. 

#### Проституція та порнографія
«Секс, до якого примушено реальних жінок, вигідно продається, щоб змушувати до сексу інших реальних жінок; жіночі тіла зв'язують, калічать, ґвалтують та перетворюють на речі, доступні та підручні, котрим можна зробити боляче, і це презентується як природа жінок» (К. МакКіннок, Not a moral issue, 1989).
Різні авторки (зокрема, Андреа Дворкін) та автори довели, що жіноча проституція базується на чоловічому сексизмі, який схвалює ідеї, що:
- небажаний для неї секс із жінкою — прийнятний,
- усі чоловічі бажання мають задовольнятись,
- жінок треба добиватись (силою),
- жінки існують для сексуального служіння чоловікам[27][28][29][30][31].

Європейське жіноче лобі (The European Women's Lobby) засудило проституцію як «нестерпну (неприпустиму і таку, що не має толеруватись) форму чоловічого насилля».
Як писала Керол Петмен (Carole Pateman), авторка праці «Сексуальний контракт» (1988):
«Проституція — це використання жіночого тіла чоловіком для власного задоволення чоловіка. З боку проституйованої жінки немає бажання чи задоволення. Проституція — не взаємний, приємний обмін використанням тіл, а одностороннє використання чоловіком тіла жінки в обмін на гроші.»
Глибшою критикою проституції та індустрії торгівлі людьми займається протипроституційний фемінізм.
Єдиною результативною моделлю боротьби з проституцією, яка призвела до зниження її обсягів у масштабі країни, є криміналізація клієнта та захист проституйованої особи (шведська модель).

### Контроль тіла і сексуальності
Крім сексуального насильства, порніфікації, об'єктивації, культури зґвалтування, контроль жіночої сексуальності чоловіками включає:
- Табуювання жіночої фізіології (менструальні табу, засудження грудного вигодовування),
- Подвійні етичні стандарти щодо сексуальної поведінки і інтимних виборів: чоловіча зрада схвалюється і заохочується як ознака маскулінності, жіноча — засуджується і загрожує остракізмом, аж до вбивства.
- Загострена увага до гімену, перетворення жіночої незайманості (вузько визначеної через статевий акт) у валюту на ринку шлюбності з небезпекою для репутації, добробуту та життя жінок, якщо критерії не задоволено.
- Репродуктивний тиск: зосередження культурного дискурсу жіночності на материнстві, знецінення інших ролей та статусів жінки, стимуляція народжуваності, обмеження доступу до контрацепції та абортів, загальне соціальне очікування від жінки виконання репродуктивних функцій у першу чергу, зокрема, за рахунок кар'єри та здоров'я (гендерні стереотипи «берегині», ідеалізований образ матері, засудження вдів, розлучених, самотніх, бездітних жінок).
- Міф про красу та численні, нерідко небезпечні для життя (китайське бинтування ніг, шийні обручі, корсети, пластичні операції, жорсткі дієти), часто болючі (воскова епіляція) і завжди витратні (з точки зору грошей та часу) б'юті-практики для жінок. Стандарти зовнішності, значно вищі для жінок; дискримінація за зовнішнім виглядом при прийомі жінок на роботу; індустрія жіночої моди.
- Відсутність досліджень жіночої сексуальності, запізніле «відкриття» клітора та його ключової ролі в жіночому оргазмі (міфи про «вагінальний», «анальний», «матковий» оргазми у жінок, стимульовані порноіндустрією). Міф про «таємничість» жіночого організму, діагнози фригідності та істерії.
- Фіксація на чоловічому сексуальному задоволенні за рахунок жіночого. Християнська ідея «гріховності», «непристойності», неправильності жіночої сексуальності; відмирання культури прелюдії; стереотипні сексуальні ролі, що корелюють з насильством і порушенням кордонів: «мисливець» (чоловік) та «здобич» (жінка), «завойовник» і «фортеця», «підкорювач» та «вершина». Девальвація жіночого «ні».

### Дискримінація на ринку праці
Докладніше: Гендерний розрив в оплаті праці, Неоплачувана робота, Скляна стеля, Сексизм при наймі, Третя зміна (фемінізм), Фемінізація бідності

Різниця зарплат чоловіків та жінок серед країн ОЕСР

- Неоплачувана робота. Неврахування праці з обслуговування, котру традиційно виконують жінки (хатня робота, виховання, догляд за літніми та неповносправними, емоційне обслуговування) у фонд оплачуваної, що має системні наслідки для світових економік.
- Заборона (або суспільне несхвалення) чоловікам/жінкам займатися професіями або обіймати посади на підставі статі, або з аргументацією, що зводиться до цього засновку[уточнити термін]. Дискримінаційний список з 450 заборонених для жінок професій в Україні скасували наприкінці 2017 року[34].
- Законодавчо закріплена нерівність у проходженні військової служби. У більшості країн, де існує строкова служба, призову підлягають тільки чоловіки[35]. Для жінок часто відсутня можливість проходження такої служби навіть на добровільній основі. Різна тривалість терміну служби жінок та чоловіків у разі призову[джерело?].
- Різниця зарплат.[36] Може виражатися в нижчій оплаті однакової займаної посади (жінки отримують у середньому на 16 % меншу в порівнянні з чоловіками оплату;[36][37] в неформальній економіці розрив може бути ще значнішим[38]) або в нижчій оплаті професій, що вважаються традиційними для осіб певної статі. Так, наприклад, за статистиками Бюро перепису США (2016) середній дохід на душу населення жінок становив 32 тис. дол. США, тобто 76 % від середнього доходу на душу чоловіків (близько 42 тис. дол. США)[39] (згідно з тими ж даними, середньорічні доходи білих жінок лише трохи більш, ніж на 1 тис. дол. перевищують їх же у чорних[40]).
- «Скляна стеля» — термін американського менеджменту, що описує невидимий і формально ніяк не позначений бар'єр, який обмежує просування жінок по службовій драбині. Чоловіки при цьому просуваються по ній «скляним ескалатором».
- Вищий пенсійний вік для чоловіків у багатьох країнах при меншій у середньому тривалості життя.
- Нижча соціальна захищеність жінок, що веде до фемінізації суспільства, бідності і стрибків її росту в кризові для суспільства чи економіки держави періоди.[41][42][43]
- Сексизм при наймі (occupational sexism): відмова в працевлаштуванні жінкам дітородного віку (в очікуванні, що вони народять і займатимуться дітьми)[44]; відмова в працевлаштуванні чоловікам, особливо тим, що не знаходяться у шлюбі, на традиційно займані жінками роботи (наприклад, у закладах для дітей дошкільного віку)[джерело?].

### Сексизм в освіті
Через систему освіти, наряду з домашнім вихованням та впливом медія, сексизм масово закріплюється і передається наступним поколінням жінок і чоловіків. Феміністська педагогіка розглядає практики освіти та виховання, позбавлені гендерних упереджень.
- Обмеження доступу до освіти. В більшості європейських країн до XIX ст. жінки не мали права навчатися в університеті, у деяких країнах не мають досі. Середня тривалість перебування жінок в освіті (в цілому по світу) менша через безліч жінок із країн, що розвиваються, котрі не мають доступу часто навіть до середньої освіти. На відміну від країн західної Європи на історично українських землях подібного гендерного розриву не спостерігалося ні за часів Київської Русі ні протягом періоду існування Гетьманщини. Наприклад, арабський мандрівник Павло Алеппський, двічі побувавши на українських землях у 1654 і 1656 роках, залишив запис у щоденнику про те, що «...по всій землі русів, себто козаків, ми помітили прекрасну рису, яка викликала наш подив: усі вони, за винятком небагатьох, навіть більшість їхніх жінок та дочок (курсив мій. — І. Ч.), уміють читати і знають порядок церковних служб та церковні співи»[45]
- Нав'язування стереотипів про «жіночі» і «чоловічі» професії, схильності, «особливості мозку», хибних уявлень про інтелектуальну спроможність.
- «Прихований навчальний план»: різне відношення до учениць та учнів у школі (передача гендерних стереотипів про «належну» поведінку, наприклад, агресія хлопчиків заохочується, лідерські якості та ініціатива дівчаток пригнічуються), відмінний зміст курсів та спотворені контексти при офіційно єдиній програмі (роздільне відвідування уроків (трудове виховання), відмінності в програмах та нормативах (фізичне виховання)).
- Роздільне навчання;

### Сексизм в медіа і рекламі
- Сексуальна об'єктивація у рекламі, маркетингу та медіа. Поширене використання звабливих жіночих та чоловічих образів, приміром, «оближи» (реклама морозива), «візьми в рот» (реклама їжі), «два метри задоволення» (оголені жіночі ноги в рекламі диванів).
- Ідеалізоване жіноче тіло в рекламі та моді. Міф про красу створює нереалістичний образ жіночності, а реклама експлуатує його для продажу товарів та практик «краси». Соціальні експертки наголошують, що така реклама через свою невідповідність реальності формує у її споживачів та споживачок комплекс неповноцінності[46], зокрема, призводить до розладів харчової поведінки. Особливо небезпечною є анорексія у дівчат-підлітків.
- Образ чоловіка-мачо, що пропагує світогляд, стиль життя та взірці поведінки, в контексті яких жінка і жіноче виявляються під загрозою бути культурно знеціненими, маргіналізованими або повністю виштовхнутими за межі «патріархальної культури».[47]
- Зображення гендеру у відеоіграх, що включає, зокрема, дефіцит активних персонажок (кліше діва у біді), їх гіперсексуалізацію (відсутність одягу, нереалістично великі груди, brest physics), інфантилізацію (дитячі пропорції обличчя персонажок з цілком сформованим тілом, сценарна безпорадність), ігрові сцени та завдання, що включають сексуальні домагання, зґвалтування, насильство проти жінок.

Для ефективної боротьби з сексистською рекламою потрібний, насамперед достатньо високий рівень культури в суспільстві, який робив би невигідним для виробників та замовників реклами використовувати сексистські образи, суспільно тавруючи їх як «антирекламу». Інструментами такого контролю в Україні є:
- Кампанія проти сексизму в політиці та ЗМІ «Повага», що з 2014 року робить медіаприводом сексистські повідомлення (рекламу, телепередачі, виступи публічних осіб), надіслані читачками та читачами з мережі, проводить просвітницьку роботу про сексизм та гендерні стереотипи і моніторить український медіапростір на гендерну чутливість;
- Інструмент Ліги захисту прав жінок «Гармонія рівних» «Поскаржитись на сексизм [Архівовано 2 травня 2019 у Wayback Machine.]», що дозволяє миттєво повідомити через онлайн-форму про сексистську рекламу, а офіційні процедури з подачі та відстоювання скарги до органів про порушення прав жінок та захист прав споживачів бере на себе платформа.
- Освітньо-аналітичний ресурс Гендер в деталях, що публікує тематичні матеріали про жіноцтво, гендерну нерівність, жіночі дослідження, літературу, інтерв'ю, подкасти, зокрема про подолання стереотипів та недискримінаційне ставлення.

### Андроцентризм у мові
Докладніше: Гендерна нейтральність, Гендерна нейтральність у мовах з граматичним родом, Фемінітиви
Андроцентризм у мові спричинив теорією фемінізму розробку гендерно-чутливого мовлення, котре робить видимою не тільки чоловічу, а й жіночу частину змішаних груп.
- Першопочатково увагу англомовної феміністської лінгвістики привернуло ототожнення понять «людина» і «чоловік». У багатьох європейських мовах вони позначаються одним словом: man у англійській, homme у французькій, uomo в італійській. Це відображається в частині назв професій (chairmah, businessmann, policeman, fireman), виключаючи з них жінок у мовленні.
- Найчастіше гендерна асиметрія проявляється у використанні загальних займенників чоловічого роду для опису всіх людей. Цим жінки автоматично дискримінуються у випадках, коли стать не вказано.[49]
- Особливо помітною є перевага чоловічих форм у мовах з граматичним родом (до яких належить українська).[50], коли при запозиченні гендерно-нейтральних (наприклад, англомовних, що не мають роду) назв професій або занять в українській вони набувають лише чоловічої форми. Рішенням даної проблеми є фемінітиви.
- Як синтаксичний сексизм інколи оцінюється використання узгодження займенників за чоловічим граматичним родом незалежно від статі особи, про котру йдеться (укр.: у кожного, хтось підійшов).[51]
- Сексистськими вважаються звертання, що вказують на шлюбний статус та сексуальну доступність жінок, коли для чоловіків такі відповідники не застосовуються (міс і місис, мадемуазель і мадам, панна і пані).
- Традиція вказування по батькові та заміни прізвища жінки на прізвище чоловіка при одруженні.
- Для розвинутих фемінізмів третьої хвилі проблемою знову стало визначення сексизму в мові: чи дискримінуючою є відсутність вказівки на стать, чи наявність такої вказівки.[52] Так, просунуті феміністські дискурси до дискримінативних нерідко відносять самі практики розщеплення за родом (леді та джентльмени, браття і сестри).[53] Інколи оголошують сексистськими навіть окремі морфеми[які?], що слугують для утворення жіночих корелятів.[54]

Чинним українським правописом 2019 року закріплено вживання фемінітивів.

### Сексизм у спорті
Професійний спорт був закритим для жінок більшу частину історії його існування. З розвитком жіночого спорту актуальними залишаються проблеми:
- Закритість ряду дисциплін для жінок. Організатор Бостонського марафону напав на Кетрін Швітцер під час участі в ньому (1967).
- Заборона, відсутність, недофінансування жіночих команд, клубів, матчів та спортивної освіти для дівчат. Жінки не можуть знаходитись на майданчику для сумо.
- Різниця гонорарів для спортсменок і спортсменів.
- Об'єктивуюча, незручна спортивна форма (купальники, коротші шорти, облягаючі майки, вкорочені топи, надмірний декор) для спортсменок, яка ускладнює виконання (за сповзання костюма з інтимних зон (засвіт) у художній гімнастиці, до того ж, знімають бали).
- Участь людей з чоловічим тілом (з об'єктивно переважаючими фізичними характеристиками) у жіночому спорті. Див. трансгендерні люди у спорті та допінг.
- Сексистське висвітлення спортсменок у ЗМІ (сексуалізоване, з акцентом на скандали та особисте життя).

### Повсякденний сексизм

#### Сексистські жарти
Фредерік Аттенборо (Frederick Attenborough) доводить, що сексистські жарти можуть бути формою сексуальної об'єктивації, яка зводить людину, на котру спрямований жарт, до об'єкта. Сексистські жарти не лише об'єктивують жінок, але також можуть виправдовувати насильство чи упередження щодо них. 
«Сексистський гумор — приниження жінок через гумор — наприклад, тривіалізує дискримінацію за статтю під прикриттям милостивої забавки, аби уникнути випробувань та протистояння, які. негумористична сексистська риторика зазвичай викликає.» 
Дослідження Фордом 73 студентів-чоловіків, виявило, що «сексистський гумор може сприяти поведінковим виразом упередження проти жінок серед чоловіків-сексистів». Згідно з дослідженням, коли сексизм представлений у гумористичній манері, він бачиться як допустимий та соціально прийнятний: «Зневажання жінок через гумор 'звільняло' учасників-сексистів від необхідності коритися більш загальним і більш обмежуючим нормам дискримінації жінок.»

## Боротьба з сексизмом

Участь у Конвенції про ліквідацію всіх форм дискримінації жінок.

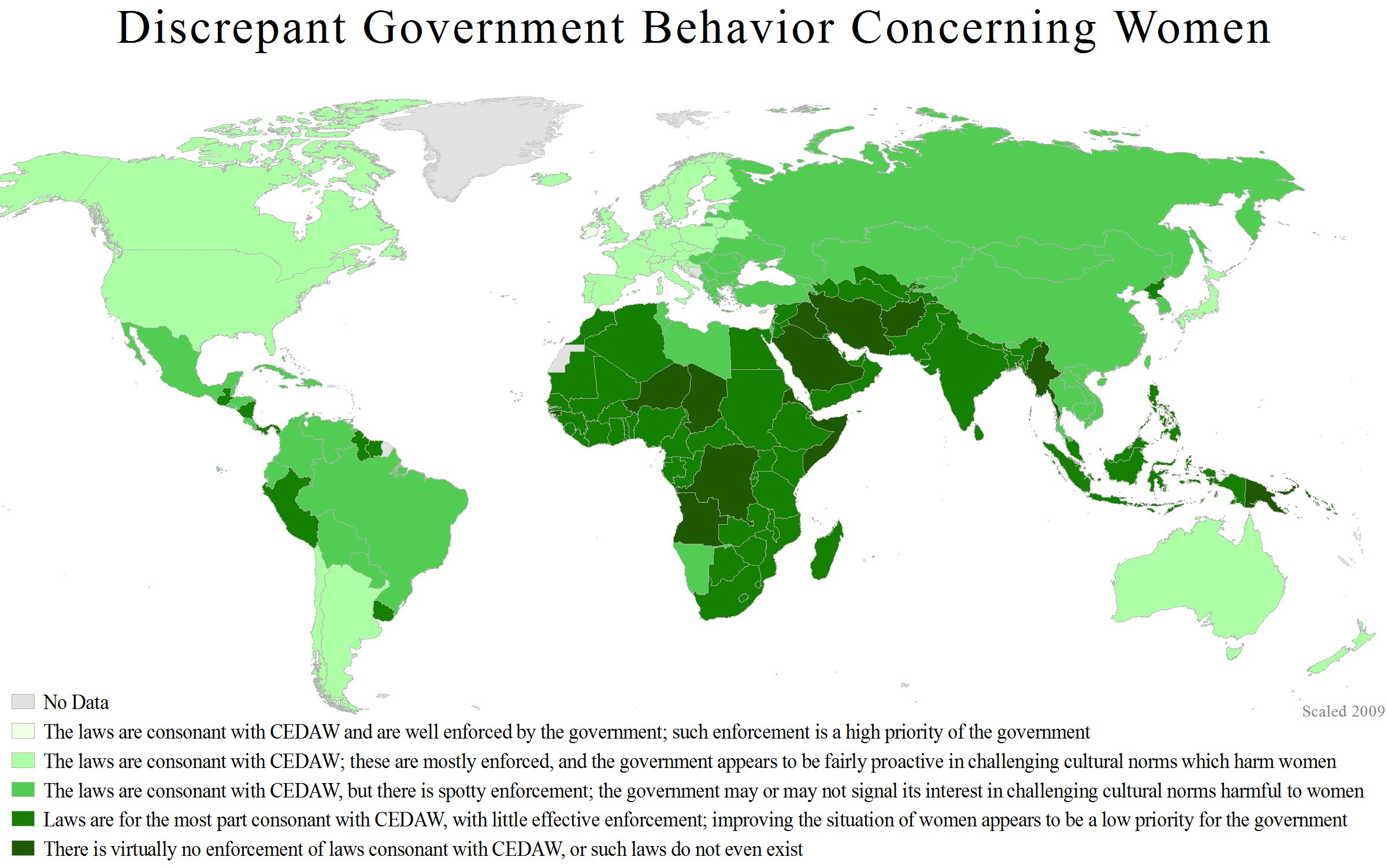
Реальне дотримання Конвенції про ліквідацію всіх форм дискримінації жінок.

Участь у Конвенції про запобігання та боротьбу з насильством проти жінок і домашнім насильством.

### Державні заходи та міжнародні заходи
Проти гендерної нерівності та дискримінації за статтю спрямований ряд міжнародних угод, зокрема:
- Конвенція про ліквідацію всіх форм дискримінації щодо жінок — «жіночий білль про права», не підписаний лише п'ятьма державами світу (Ватикан, Іран, Сомалі, Судан, Тонга).
- Стамбульська конвенція — комплексний інструмент боротьби з насильством проти жінок та домашнім насильством. Підписана 45-ма країнами Європи та ратифікована 36-ма державами, в тому числі Україною.
- Дублінська декларація Ради Європи — міжнародна угода Ради Європи, яка просуває культуру, яка відкидає ґендерну дискримінацію та насильство, сексизм, ґендерні стереотипи, та ґендерно зумовлені владні відносини.
- Декларація про усунення насильства проти жінок.
- Шведська модель протидії проституції (Nordic model) — законодавчий механізм, при якому кримінальну відповідальність несе клієнт (той, хто користується сексуальними послугами іншої людини), а проституйованим жінкам надаються фінансова, юридична, медична, психологічна підтримка, освіта/профорієнтація та державні програми для виходу з проституції.

Гендерно-чутливими державами реалізуються політики та ініціативи, покликані усунути гендерні нерівності та дискримінацію:
- Гендерний мейнстрімінг — загальнодержавна гендерна політика, спрямована на забезпечення жінкам базових прав людини.
- Гендерні квоти. Збільшення кількості жінок у політиці для рівного представництва обох груп населення, у тому числі феміністичних політичних партій. Єдиною країною, що досягла приблизно половинної пропорції жінок у владі, є Швеція.
- Рівна оплата за рівну працю.
- Феміністична мовна реформа, фемінітиви — включення до мови всіх гендерів із позбавленням від зневажливих/негативних конотацій; спрямована проти лінгвістичного сексизму, особливо у мовах із граматичним родом.
- Гендерна нейтральність — організація публічних просторів і дискурсів із позицій, відмінних від андроцентризму.

### Суспільні ініціативи

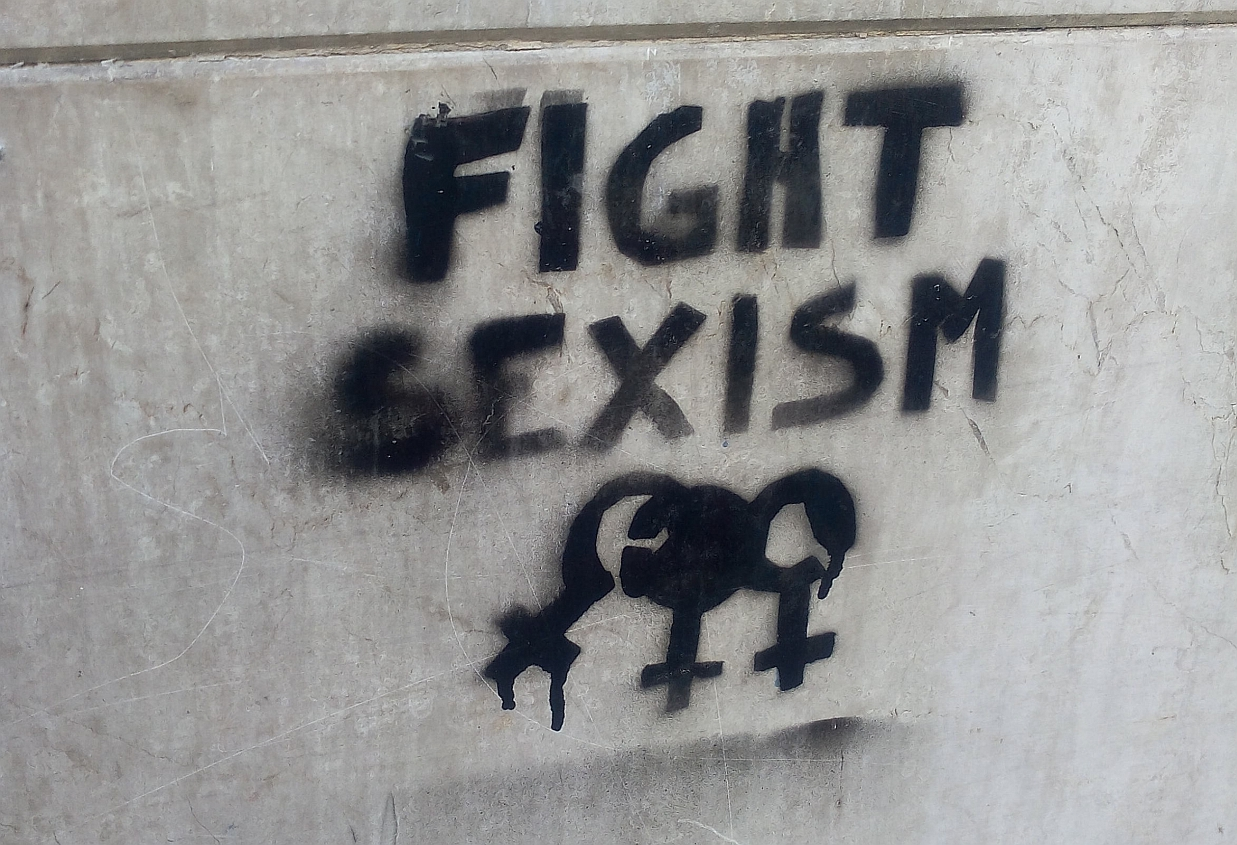
Графіті в Турині, 2016.

- Феміністичний рух — правозахисний активізм зі здобуття та відстоювання прав людини для жінок.
- Міжнародні кампанії видимості та залучення, такі як HeForShe, та низові ініціативи, наприклад, флешмоби (MeToo, ЯНеБоюсьСказати).
- Мистецький активізм: феміністичний мистецький рух, феміністичний театр, феміністський активізм у хіп-хопі, феміністична наукова фантастика, премія Тіптрі-молодшого.
- Низові феміністські організації (наприклад, «Феміністична майстерня»).
- Інформаційні кампанії для подолання сексизму в медіапросторі, такі як Кампанія проти сексизму «Повага», «„Жінки в червоному“ проти упередженості у Вікіпедії».

### Зворотний сексизм
Зусилля з допомоги дискримінованим групам подолати нерівність частина називає позитивною або зворотною дискримінацією.